# Michael Forest
Michael Forest, nato Gerald Michael Charlebois (Harvey, 17 aprile 1929), è un attore e doppiatore statunitense.
È stato accreditato anche con i nomi Gerald Charlebois, Gerald Charleboise, Mike Forest, Michael Forrest, Mike Forrest, Alfred Thor, Russell Thor e Russel Thor.

## Biografia
Michael Forest debuttò al cinema alla fine degli anni sessanta e in televisione già agli inizi degli anni cinquanta.
Fu interprete di diversi personaggi per serie televisive e collezionò molte partecipazioni in veste di guest star o di interprete di parti perlopiù minori in numerosi episodi.

## Filmografia parziale

### Cinema
- Il cerchio della vendetta (Shoot-Out at Medicine Bend), regia di Richard L. Bare (1957)
- La mantide omicida (The Deadly Mantis), regia di Nathan Juran (1957)
- La leggenda vichinga (The Saga of the Viking Women and Their Voyage to the Waters of the Great Sea Serpent), regia di Roger Corman (1957)
- Beast from Haunted Cave, regia di Monte Hellman (1959)
- Assalto della fanteria di montagna (Ski Troop Attack), regia di Roger Corman (1960)
- La valle degli alberi rossi (Valley of the Redwoods), regia di William Witney (1960)
- Atlas il trionfatore di Atene (Atlas), regia di Roger Corman (1961)
- Madame P... e le sue ragazze (A House Is Not a Home), regia di Russell Rouse (1964)
- Doringo! (The Glory Guys), regia di Arnold Laven (1965)
- Deathwatch, regia di Vic Morrow (1966)
- La giungla del denaro (The Money Jungle), regia di Francis D. Lyon (1967)
- L'onda lunga (The Sweet Ride), regia di Harvey Hart (1968)
- El Verdugo (100 Rifles), regia di Tom Gries (1969)
- Il suo nome è qualcuno (The Last Rebel), regia di Larry G. Spangler (1971)
- Lo ammazzò come un cane... ma lui rideva ancora, regia di Angelo Pannacciò (1972)
- Ettore lo fusto, regia di Enzo G. Castellari (1972)
- L'assassinio di Trotsky (The Assassination of Trotsky), regia di Joseph Losey (1972)
- Racconti proibiti... di niente vestiti, regia di Brunello Rondi (1972)
- Non si sevizia un paperino, regia di Lucio Fulci (1972)
- I demoni (The Dirt Gang), regia di Jerry Jameson (1972)
- I bandoleros della dodicesima ora, regia di Alfonso Balcázar (1972)
- Cotter, regia di Paul Stanley (1973)
- Elena sì... ma di Troia, regia di Alfonso Brescia (1973)
- Le avventure e gli amori di Scaramouche, regia di Enzo G. Castellari (1976)
- Dal profondo dello spazio (Deep Space), regia di Fred Olen Ray (1987)

### Televisione
- Death Valley Days – serie TV, un episodio (1953)
- Lux Video Theatre – serie TV, 2 episodi (1955)
- Cheyenne – serie TV, 5 episodi (1956-1961)
- La pattuglia della strada (Highway Patrol) – serie TV, un episodio (1956)
- Jane Wyman Presents The Fireside Theatre – serie TV, un episodio (1956)
- Studio 57 – serie TV, un episodio (1956)
- Le avventure di Rin Tin Tin (The Adventures of Rin Tin Tin) – serie TV, 3 episodi (1957-1958)
- Tombstone Territory – serie TV, un episodio (1957)
- Wild Bill Hickok (Adventures of Wild Bill Hickok) – serie TV, un episodio (1958)
- Zorro – serie TV, un episodio (1958)
- Have Gun - Will Travel – serie TV, episodio 2x07 (1958)
- Bronco – serie TV, 2 episodi (1959-1960)
- Bat Masterson – serie TV, 2 episodi (1959-1960)
- Maverick – serie TV, 3 episodi (1959-1961)
- Bonanza – serie TV, 3 episodi (1959-1967)
- I racconti del West (Zane Grey Theater) – serie TV, un episodio (1959)
- Yancy Derringer – serie TV, episodio 1x15 (1959)
- Lawman – serie TV, un episodio (1959)
- 26 Men – serie TV, episodi 2x25-2x27 (1959)
- The Texan – serie TV, episodio 1x29 (1959)
- The Rifleman – serie TV, un episodio (1959)
- The Dennis O'Keefe Show – serie TV, un episodio (1959)
- The Alaskans – serie TV, 6 episodi (1960)
- Alcoa Presents: One Step Beyond – serie TV, un episodio (1960)
- The Westerner – serie TV, un episodio (1960)
- Carovane verso il west (Wagon Train) – serie TV, 2 episodi (1961-1962)
- Avventure in paradiso (Adventures in Paradise) – serie TV, episodio 2x21 (1961)
- Michael Shayne – serie TV episodio 1x26 (1961)
- The Tall Man – serie TV, un episodio (1961)
- Bachelor Father – serie TV, un episodio (1961)
- I detectives (The Detectives) – serie TV, episodio 3x11 (1961)
- Laramie – serie TV, 4 episodi (1962-1963)
- 87ª squadra (87th Precinct) – serie TV, un episodio (1962)
- Frontier Circus – serie TV, un episodio (1962)
- Tales of Wells Fargo – serie TV, un episodio (1962)
- Gunsmoke – serie TV, 3 episodi (1963-1965)
- Ben Casey – serie TV, episodio 2x28 (1963)
- Il dottor Kildare (Dr. Kildare) – serie TV, un episodio (1963)
- The Outer Limits – serie TV, un episodio (1963)
- Il virginiano (The Virginian) – serie TV, 4 episodi (1964-1966)
- The Dick Van Dyke Show – serie TV, un episodio (1964)
- Ai confini della realtà (The Twilight Zone) – serie TV, episodio 5x18 (1964)
- Perry Mason – serie TV, un episodio (1964)
- Organizzazione U.N.C.L.E. (The Man from U.N.C.L.E.) – serie TV, un episodio (1964)
- Gli uomini della prateria (Rawhide) – serie TV, episodio 7x20 (1965)
- Gomer Pyle: USMC – serie TV, un episodio (1965)
- Twelve O'Clock High – serie TV, 2 episodi (1965)
- Le spie (I Spy) – serie TV, episodio 1x16 (1966)
- Branded – serie TV, un episodio (1966)
- Combat! – serie TV, 2 episodi (1966)
- Missione impossibile (Mission: Impossible) – serie TV, un episodio (1967)
- Disneyland – serie TV, 2 episodi (1967)
- Laredo – serie TV, un episodio (1967)
- L'isola di Gilligan (Gilligan's Island) – serie TV, un episodio (1967)
- Mr. Terrific – serie TV, un episodio (1967)
- Star Trek – serie TV, episodio 2x02 (1967)
- Ironside – serie TV, un episodio (1967)
- Daniel Boone – serie TV, 2 episodi (1967)
- Operazione ladro (It Takes a Thief) – serie TV, 3 episodi (1968-1969)
- Get Smart – serie TV, un episodio (1968)
- Garrison Commando (Garrison's Gorillas) – serie TV, un episodio (1968)
- Now You See It, Now You Don't – film TV (1968)
- Doris Day Show (The Doris Day Show) – serie TV, un episodio (1969)
- Arrivano le spose (Here Come the Brides) – serie TV, 2 episodi (1969)
- The Silent Gun – film TV (1969)
- A tutte le auto della polizia (The Rookies) – serie TV, un episodio (1976)
- Febbre d'amore (The Young and the Restless) - serie TV, un episodio (1979)
- I giorni della nostra vita (Days of Our Lives) - serie TV, 4 episodi (1987-1990)
- Cold Case - Delitti irrisolti (Cold Case) – serie TV, episodio 2x12 (2005)

## Doppiatori italiani
- Pino Locchi in Le avventure e gli amori di Scaramouche
- Dario Penne in Cold Case - Delitti irrisolti